# 京大高速动车组列车
京大高速动车组列车是中国铁路运行于首都北京市和山西省大同市之间的高速动车组列车，自2019年12月30日起开行。现每天开行13对列车，列车乘务由北京局集团北京客运段京张高铁车队担当。列车途径北京、河北、山西一市两省。

## 历史
2019年12月30日，全国铁路调图，因京张城际铁路和大张客运专线开通运营，北京至大同间首次开行高速动车组列车，初期每天开行8对列车。其中，北京北-大同南每天开行3对，清河-大同南每天开行5对（含高峰线1对）。
2020年4月10日，全国铁路调图，北京至大同间每天开行的高速动车组列车数量增至12对。其中，北京北-大同南每天开行4对，清河-大同南每天开行8对（含周末线2对）。另有清河-大同南的高峰线2对。
至2021年10月11日调图前，北京至大同间每天最多开行14对高速动车组列车，包括日常线12对和周末线2对，车次为G2501-2528次。
2021年10月11日，全国铁路调图，京张高铁列车运行图重新编排。北京至大同间开始开行普通动车组列车，北京至大同间的高速动车组列车全部改为北京北站始发终到，每天开行6对，车次改为G2531-2542次。
2024年1月10日，全国铁路调图，北京至大同间的5对普通动车组列车升级为高速动车组列车，升级后的车次为G2529/30次、G2543-2550次。
2024年6月15日，全国铁路调图，北京至大同间的5对普通动车组列车升级为高速动车组列车，升级后的车次为G2519-2528次。
2025年1月5日，全国铁路调图，因集大原高速铁路建成通车，G2527/2528次、G2543/2544次、G2547/2548次列车延长至朔州东站始发终到，G2521/2520次列车调整至北京北站始发终到，G2540次列车调整至清河站始发终到。

## 列车编组
13对列车均使用配属北京局集团北京北动车运用所的CR400BF-G。
| 车厢编号 | 1                   | 2-3         | 4           | 5                 | 6-7         | 8                   |
| 车型     | ZYS 一等座车/商务车 | ZE 二等座车 | ZE 二等座车 | ZEC 二等座车/餐车 | ZE 二等座车 | ZES 二等座车/商务车 |

## 车体交路
数据日期：2025年7月1日（交路仅供参考，以实际开行情况为准）
交路1：
出库→运营前开行确认列车→下花园北开G7880至北京北→北京北开G2531至大同南→大同南开G2534至北京北→北京北开G2535至大同南→大同南开G2538至北京北→北京北开G2541至大同南→大同南过夜→大同南开G2532至北京北→北京北开G2533至大同南→大同南开G2536至北京北→北京北开G2537至大同南→大同南开G2540至清河→ 回库
交路2：
出库→北京北开G2529至大同南→大同南开G2530至北京北→北京北开G2543至朔州东→朔州东开G2544至北京北→北京北开G2545至大同南→大同南过夜→大同南开G2546至北京北→北京北开G2547至朔州东→朔州东开G2548至北京北→北京北开G2549至大同南→大同南开G2550至北京北→ 回库
交路3：
出库→北京北开G2461至呼和浩特东→呼和浩特东开G2466至北京北→北京北开G2471至呼和浩特东→呼和浩特东开G2476至北京北→北京北开G2477至呼和浩特东→呼和浩特东过夜→呼和浩特东开G2460至北京北→北京北开G2465至呼和浩特东→呼和浩特东开G2470至北京北→北京北开G2539至大同南→大同南开G2542至北京北→ 回库
交路4：
出库→清河开G2519至大同南→大同南开G2520至北京北→北京北开G2521至大同南→大同南开G2524至北京北→北京北开G2523至大同南→大同南过夜→大同南开G2522至北京北→北京北开G2525至大同南→大同南开G2526至北京北→北京北开G2527至朔州东→朔州东开G2528至清河→ 回库